# سلطان الخليفي
سلطان الخليفي مدون قطري وناشط في مجال حقوق الإنسان والأمين العام السابق لمؤسسة الكرامة لحقوق الإنسان التي يقع مقرها في سويسرا. اعتقل الخليفي في قطر في مارس 2011 واحتجز لمدة شهر دون توجيه اتهام إليه. إن كان قبل اعتقاله أو بعده فإن الخليفي يدافع عن حالات الاعتقال التعسفي والتعذيب والاختفاء القسري.

## وجهات نظر
بين أوائل 2009 و2010 كتب الخليفي مدونة سجل فيها وجهات نظره الشخصية والسياسية. في أبريل 2009 نشر الخليفي رسالة موجهة إلى أمير قطر وشعبها. في هذه الرسالة انتقد الخليفي الحكومة القطرية لاعتماده العلمانية وما أسماه قوانين «التجديف» بشأن استهلاك الكحول والحانات والمراقص. حمل الحكومة المسؤولية عن انتشار البغاء. دعا الخليفي الحكومة بأنها «غير إسلامية» لأنها لم تتبع النصوص القرآنية المختارة التي ذكرها في رسالته.
انتقد الخليفي أيضا سياسات حكومة قطر فيما يتعلق بإسرائيل. اعترض الخليفي على زيارة السياسي الإسرائيلي شيمون بيريز إلى الدوحة. اقترح أن تقطع الحكومة القطرية الاتصالات الدبلوماسية مع إسرائيل. اعترض الخليفي على وجود قوات عسكرية تابعة للولايات المتحدة لها وجود في قطر تعمل في العراق وأفغانستان.
يذكر الخليفي معالم في الطريق لسيد قطب ككتابه المفضل. يستند الكتاب على أيديولوجية إسلامية قطبية.

## نشاط حقوق الإنسان
حتى عام 2010 شغل الخليفي منصب الأمين العام لمؤسسة الكرامة لحقوق الإنسان وهي منظمة غير حكومية لحقوق الإنسان تقع في سويسرا. ذكرت مؤسسة الكرامة لحقوق الإنسان أن الخليفي ترك المنظمة في عام 2010 «لإنشاء منظمة جديدة للدفاع عن حقوق الإنسان».
في مطلع عام 2013 أفادت أخبار الدوحة أن الخليفي كان يعمل مع مجموعة عادل لحقوق الإنسان المسجلة في جنيف. تدرس مجموعة عادل لحقوق الإنسان في المقام الأول حالات الاعتقال في قطر. كتب الخليفي في مدونته عن مثل هذه الحالات.

## الاعتقال
في 1 مارس 2011 ألقي القبض على الخليفي في حوالي الساعة 9 مساء في مقر إقامته في الدوحة من قبل وكلاء أمن الدولة. قام العاملون بتفتيش منزله وسيارته لمدة ساعتين. أفادت الكرامة لحقوق الإنسان أن ضابطا أبلغ زوجة الخليفي بأن النائب العام أرسل الوكلاء ولكنهم لم يتمكنوا من إصدار أمر قضائي. أعربت الكرامة لحقوق الإنسان عن قلقها إزاء الاعتقال المتعلق بعمل الخليفي في مجال حقوق الإنسان. اعتقل الخليفي لمدة شهر. بعد اعتقال الخليفي أصدرت منظمة العفو الدولية بيانا بالقلق قالت فيه أن الخليفي معرض لخطر التعذيب أو غيره من ضروب سوء المعاملة.
أشارت قناة الجزيرة إلى أن آخر تدوينة في مدونة الخليفي قبل اعتقاله انتقدت الرقابة في قطر. قال محاميه أنه احتجز «فقط للتعبير عن رأيه الخاص لأنه كان محتجزا ثلاث أو أربع أو عشر مرات بالفعل من قبل أمن خاص وأنه لا يزال يصر على رأيه». رفضت الحكومة القطرية التعليق. أطلق سراح الخليفي في أبريل.

## ردود الفعل
انتقدت منظمة العفو الدولية عملية الاعتقال ودعت إلى إمكان الخليفي من التواصل مع محاميه وأسرته وضمان محاكمة عادلة والحماية من التعذيب. وصفت منظمة الخط الأمامي اعتقاله بأنه «يتصل اتصالا مباشرا بعمله المشروع والسلمي في الدفاع عن حقوق الإنسان» ودعا إلى الإفراج عنه ووصف مؤشر الرقابة أيضا بأنه «ناشط في مجال حقوق الإنسان». ناقش فريدم هاوس هذا الحادث في تقرير الحرية في العالم لعام 2012 الذي يدعي الرقابة الحكومية في قطر وشملت منظمة مراسلون بلا حدود الخليفي على قائمة مستخدمي الإنترنت المسجونين.
انتقدت الوكالة الدولية للرقابة في وسائل الإعلام في وقت لاحق تقارير شبكة الجزيرة التي تملكها قطر في قضية الخليفي عن مقال خلص إلى أنه «لا يمكن الاتصال بالحكومة القطرية للتعليق عليها». تساءل المتحدث: «كيف يمكن أن لا يحصلوا على تعليق من النظام نفسه الذي يمتلكونه وهذا لا يعني أي معنى».

## الجدل حول ارتباطه بالإرهاب

### الكرامة
اثنان من المؤسسين للكرامة عبد الرحمن النعيمي وعبد الوهاب الحميقاني أدرجوا في قائمة «اخصيصا» من قبل وزارة الخزانة الأمريكية. يقال أن مؤسسة الكرامة قد مولت التي تقاتل للإطاحة بالرئيس السوري بشار الأسد. رئيس مؤسسة الكرامة محمد ربان عضو في الحملة العالمية لمكافحة العدوان وهي جماعة يقودها سفر الحوالي وهو معلم سابق .ة العالمية لمكافحة العدوان التي تضم أيضا النعيمي كعضو دعمت واستضافت أعضاء من حركة حماس.
قالت مؤسسة الكرامة أن الخليفي اتصل بالمؤسسة فيما يتعلق بالاحتجاز التعسفي لعبد الله غانم محفوظ مسلم جوار وسليم حسن خليفة راشد الكواري. جوار الذي تشير إليه وزارة الخزانة الاميركية باسم الخوار. وفقا لوزارة الخزانة قام جوار بتسليم الأموال والرسائل وغيرها من الدعم المادي لعناصر الة في إيران وسهل سفر أعضائها إلى د.
أدرجت وزارة الخزانة الكواري المقيم في قطر كعضو في نفس  أشارت القائمة إلى أن الكواري «قدم مئات الآلاف من الدولارات دعما مالياة وقدم التمويل لعملية اثل جوار سهل الكواري السفر للمجندين ان نيابة عن كبار أعفي إيران. نقلت الكرامة المخاوف المتعلقة بالرجلين إلى الحكومة القطرية على أمل إطلاق سراحهم.

### علاقته رسالة السفارة الفرنسية
في 22 مارس 2013 ألقي القبض على محمد عيسى البكر ومنصور بن راشد المطروشي. اتهموا بإرسال رسالة أرسلت إلى السفارة الفرنسية احتجاجا على وجود في مالي. وفقا لخدمة أخبار الدوحة طالبت الرسالة الحكومة الفرنسية على الفور بوقف حملتها العسكرية في مالي «وإلا فإنك (الفرنسية) سوف تعرضوا أنفسكم لغضب الناس الذين يحبون بقدر ما يحبون الحياة». اتهمت الرسالة أيضا فرنسا بقتل وتعذيب المسلمين الماليين ووصفت سياسات فرنسا بأنه و«عنصرية». قال الخليفي أن «الرسالة التي أرسلناها إلى السفارة الفرنسية لم تكن تهدد بل كانت نصيحة».
وضع الرجلين في الحبس الانفرادي من 23 مارس إلى 27 مارس 2013. أطلق سراحهم في 18 أبريل 2013 وكانوا عرضة لحظر سفر. ادعت خدمة أخبار الدوحة أن الخليفي كان مشاركا للرجلين. كان البكر منسقا لمؤسسة مداد أهل الشام الخيرية .